# Benedikt Hell (Psychologe)
Benedikt Hell (* 1972 in Mainz) ist ein Psychologe und Professor, der an der Fachhochschule Nordwestschweiz (FHNW) in der Schweiz tätig ist. Seine wichtigsten Arbeitsgebiete sind die Personalpsychologie und die Eignungsdiagnostik.

## Leben
Hell studierte von 1993 bis 1998 Psychologie mit Schwerpunkt Arbeits-, Organisations- und Personalpsychologie an den Universitäten Bielefeld und Bonn (das Diplom erwarb er 1998). Von 1999 bis 2008 war er wissenschaftlicher Mitarbeiter am Lehrstuhl für Psychologie der Universität Hohenheim. Im Jahr 2003 promovierte er dort bei Heinz Schuler zum Thema „Kognitive Leistungsfähigkeit in der Berufseignungsdiagnostik: Forschungsüberblick und Entwicklung eines neuen Instruments zur Erfassung schlussfolgernden und kreativen Denkens“.  Grosse Beachtung fanden dabei die Hohenheimer Metaanalysen zur Prognostizierbarkeit des Studienerfolgs und Implikationen für die Auswahl- und Beratungspraxis, die er gemeinsam mit Sabrina Trapman und Heinz Schuler durchführte. Dort ging es darum, inwieweit man den Studienerfolg aufgrund von Schulnoten, Studierfähigkeitstests oder Interviews vorhersagen kann – als Grundlage von Zulassungsverfahren oder der Studienberatung. Diese Metaanalysen fanden auch Berücksichtigung beim richtungsweisenden Urteil des Bundesverfassungsgerichtes vom 19. Dezember 2017. Dort wurde betreffend die Zulassung zum Medizinstudium in Deutschland geurteilt, dass die damalige Zulassungspraxis verfassungswidrig sei. Dies führte nachfolgend zu entsprechenden Veränderungen.
Von Juli 2008 bis 2010 war er an der Universität Konstanz tätig. In dieser Zeit entwickelte er gemeinsam mit der Studienberatung der Universität Konstanz im Auftrag des Ministeriums für Wissenschaft, Forschung und Kultur Baden-Württemberg das Studien- und Berufswahltraining «BEST», das seither flächendeckend in Baden-Württemberg angeboten wird und Schülern bestmögliche Unterstützung bei der eigenen Studien- und Berufswahl bieten soll.
Seit 2010 ist Hell Dozent und seit 2012 Professor für Personalpsychologie mit dem Schwerpunkt Berufs- und Studieneignungsdiagnostik an der Hochschule für Angewandte Psychologie der FHNW. Seine Tätigkeit umfasst neben der Lehre und Forschung auch die Durchführung von Projekten mit Schwerpunkt angewandte Forschung und Entwicklung im Bereich Eignungsdiagnostik.

## Forschung und Entwicklung
Hell gibt folgende Schwerpunkte seiner Forschung an:
Grundlagen der Eignungsdiagnostik: Fairness eignungsdiagnostischer Verfahren, Persönlichkeitspsychologische Grundlagen der Eignungsdiagnostik, Studien zur Validität (Aussagekraft von eignungsdiagnostischen Verfahren und Entscheidungen, Durchführung von Einzelstudien und Metaanalysen)
Entwicklung eignungsdiagnostischer Verfahren: Persönlichkeits-, Interessen- und Intelligenztests, Studien- und Berufsberatungstest, Interviews für verschiedene Zielgruppen. Tests für Unternehmensgründende, Trainees und andere Zielgruppe Entwicklung neuerer eignungsdiagnostischer Methoden.
Im Arbeitsschwerpunkt Self-Assessments sind folgende Applikationen online verfügbar:
- was-studiere-ich.ch und was-studiere-ich.de: hilft Interessenten herauszufinden, welche Studienrichtungen und Studienberufe am besten zu Ihren passen. Die Datenbank umfasst aktuell etwa 540 Studienberufe und fast 120 Studienrichtungen in der Schweiz. Der Test ist kostenlos und liefert unmittelbar nach Bearbeitung eine ausführliche Rückmeldung zu Ihren Interessen an Studienrichtungen und Berufen.[10] Im Jahr 2018 wurde allein für Baden-Württemberg  mitgeteilt, dass knapp 6 Millionen Studieninteressierte den Test seit 2010 abgeschlossen haben.[11]
- psychologie-self-assessment.ch: ein Online-Selbsttest für ein Studium der Psychologie.[12]
- www.entrepreneur-check.ch: Der Entrepreneur-Check ist ein Persönlichkeitstest für Firmengründerinnen und Firmengründer. Er liefert ein wissenschaftlich abgestütztes Feedback für 12 erfolgskritische Persönlichkeitsmerkmale, darunter Innovationsfreude, Risikobereitschaft, Beharrlichkeit, Selbstkontrolle und Belastbarkeit.[13]

Gemeinsam mit Heinz Schuler war er Ausrichter der Tagung "Eignungsdiagnostische Auswahl von Studierenden" im März 2007 an der Universität Hohenheim. Im Jahr 2016 war er Mitverantwortlicher der Tagung „Neue Wege zur Optimierung von Studienwahl und Studienbeginn an Schweizer Hochschulen“ die sich mit der Frage auseinandersetzte, wie die Studieneingangsphase an den Schweizer Hochschulen gestaltet wird und welche Erfahrungen die Hochschulen mit den verschiedenen Aktivitäten und Massnahmen machen. Im November 2023 war er Mitausrichter der Tagung "Online-Self-Assessments zur Studienorientierung: Quo vadis? Aktuelle Entwicklungstrends bei ihrer Gestaltung und Nutzung" in Mannheim.

## Lehre
In der Lehre bietet er eine Einführung in die Personalpsychologie sowie eine Werkstatt Personalpsychologie und ein Praxisseminar Eignungsdiagnostik an.
Als Bestandteil der Ausbildung zum Master of Advanced Studies (MAS) Angewandte Psychologie für die Arbeitswelt, Vertiefung People & Culture bietet Hell ein Certificate of Advanced Studies (CAS) Talent Acquisition an.

## Funktionen
Seit Januar 2012 ist er Mitglied des Editorial Boards der Zeitschrift „Wirtschaftspsychologie“.  Er war Vorstandsmitglied im Verein Swiss Assessment und von Januar 2022 an bis zur Fertigstellung im November 2024 war er Mitglied im Normen-Komitee zur Entwicklung einer Schweizer Norm zur Eignungsdiagnostik SN 33430.

## Ausgewählte Publikationen
Researchgate kennt Stand März 2025 109 Publikationen von Hell, die 2967 mal zitiert wurden. In Google Scholar sind für seine Arbeiten mit Stand März 2025 4064 Zitierungen erfasst bei einem h-Index von 28. Hell ist Mitherausgeber der Buchreihe „Praxis der Personalpsychologie“
- Mit Gerke, A., Ianiro-Dahm, P., Muck, P. & Lehmann-Willenbrock (2023). Female entrepreneurs need to be self-efficient and not risk-taking: Personality and perceived success throughout the entrepreneurial journey. The Journal of Entrepreneurship, 32(3), 525-552. doi: 10.1177/097135572312106
- Mit Armoneit, C. & Schuler, H. (2020). Nutzung, Validität, Praktikabilität und Akzeptanz psychologischer Personalauswahlverfahren in Deutschland 1985, 1993, 2007, 2020: Fortführung einer Trendstudie. Zeitschrift für Arbeits- und Organisationspsychologie, 64 (2), 67–82. doi:10.1026/0932-4089/a000311
- Mit Gatzka, T. (2018). Openness and postsecondary academic performance: A meta-analysis of facet-, aspect-, and dimension-level correlations. Journal of Educational Psychology, 110(3), 355–377. doi:10.1037/edu0000194
- Mit Päßler, K. & Beinicke, A. (2015). Interests and intelligence: A meta-analysis. Intelligence, 50, 30-51. doi:10.1016/j.intell.2015.02.001
- Mit Fischer & F., Schult, J. (2013). Sex-Specific Differential Prediction of College Admission Tests: A Meta-Analysis. Journal of Educational Psychology, 105 (2), 478-488. doi:10.1037/a0031956
- Mit Wetzel, E. (2013). Gender-Related Differential Item Functioning in Vocational Interest Measurement. Journal of Individual Differences, 34(3), 170–183. doi:10.1027/1614-0001/a000112
- Mit von Stumm, S. & Chamorro-Premuzic, T. (2011). The hungry mind: Intellectual curiosity is the third pillar of academic performance. Perspectives on Psychological Science, 6, 574-588. doi:10.1177/1745691611421204
- Mit Trapmann, S., Hirn, S. & Schuler, H. (2007). Meta-Analysis of the Relationship Between the Big Five and Academic Success at University. Zeitschrift für Psychologie / Journal of Psychology, 215, 132-151. doi:10.1027/0044-3409.215.2.132
- Mit Trapmann, S., Weigand, S. & Schuler, H. (2007). Die Validität von Schulnoten zur Vorhersage des Studienerfolgs – eine Metaanalyse. Zeitschrift für Pädagogische Psychologie, 21, 11-27. doi:10.1024/1010-0652.21.1.11
- Mit Trapmann, S., Weigand, S. & Schuler, H. (2007). Die Validität von Auswahlgesprächen im Rahmen der Hochschulzulassung – eine Metaanalyse. Psychologische Rundschau, 58, 93-102. doi:10.1026/0033-3042.58.2.93